# Miguel R. Montenegro
Miguel Roque Montenegro (Guardia Mitre, 1904-Buenos Aires, 5 de noviembre de 1993) fue un ingeniero agrónomo argentino que se desempeñó como gobernador del Territorio Nacional de Río Negro entre 1946 y 1949.

## Biografía
Era ingeniero agrónomo de la localidad de Guardia Mitre. En política, había adherido a la rama yrigoyenista Unión Cívica Radical y luego se vinculó con el peronismo.
En 1946, el presidente Juan Domingo Perón lo designó gobernador del Territorio Nacional de Río Negro, desempeñando el cargo hasta 1949. Llegó al cargo a través de una propuesta de representantes peronistas del territorio rionegrino.
En su gestión, impulsó obras de riego en Viedma y se habilitó una colonia marítima en el balnearo El Cóndor (el cual recibió su nombre por decreto de Montenegro en 1948) para estudiantes de nivel primario del interior del país, con apoyo de la Fundación Eva Perón. Por esta última obra, fue denunciado e investigado por la dictadura militar de la autodenominada Revolución Libertadora tras el golpe de Estado de septiembre de 1955.
En 1947, fue también fundador y primer presidente de la Cooperativa Agrícola, Ganadera e Industrial de Patagones y Viedma.
Falleció en Buenos Aires en 1993.